# Перемещаемые профили пользователей
Перемещаемый профиль пользователя — технология, используемая в семействе операционных систем Microsoft Windows, которая позволяет пользователям, подключенных к домену Windows Server, при входе в операционную систему с различных компьютеров локальной сети, получить доступ к своему профилю. Загружаемый профиль пользователя включает настройки программ, документы, ветви реестра и рабочее окружение, в том числе расположение иконок на рабочем столе и прочие настройки. При выходе из системы все измененные настройки профиля и документы синхронизируются с сервером.

## Профили
Профиль пользователя включает в себя:
- ветвь реестра HKEY_CURRENT_USER (файл ntuser.dat), хранящую настройки пользователя;
- набор папок, хранящих документы и конфигурационные файлы, таких, как «Рабочий стол», «Главное меню», «Мои документы».

Перемещаемый профиль загружается на компьютер, с которого пользователь входит в домен Active Directory. При выходе пользователя из системы изменения в профиле синхронизируются с копией, находящейся на сервере. Если вход в домен невозможен, используется сохранённый локально при предыдущем входе в систему (кэшированный) профиль, который может не содержать последних изменений, или создаётся временный профиль.
Преимущества использования перемещаемых профилей:
- перемещаемый профиль позволяет пользователю автоматически получать доступ к своим данным с любого сетевого компьютера, входящего в домен;
- использование перемещаемых профилей упрощает резервное копирование данных пользователей;
- при замене компьютера нет необходимости сохранять документы и настройки пользователя, при входе в домен они автоматически загружаются на новый компьютер.

Недостатком перемещаемых профилей является создаваемый при их использовании дополнительный сетевой трафик и увеличение времени входа в систему и выхода из системы.